# Alain Oyarzun Aguilar
Alain Oyarzun Aguilar (Sant Sebastià, Guipúscoa, 27 de setembre de 1993, és un futbolista professional basc que juga com a migcampista pel CD Mirandés, cedit per la Reial Societat.

## Carrera esportiva
Oyarzun va ingressar al planter de la Reial Societat el 2005, a 12 anys, després d'haver començat a l'AS Les Eglantins d'Hendaye, un club d'Hendaia, al País Basc. El 18 de juny de 2012 va signar el seu primer contracte professional, fins al 2014, per jugar a la Reial Societat B.
Oyarzun va debutar com a sènior la temporada 2012–13, i va jugar diversos partits a segona B. El 30 de novembre de 2013 fou convocat per un partit de La Liga contra el RCD Espanyol, tot i que va restar a la banqueta en un partit que acabà en victòria 2–1 fora de casa.
Oyarzun va ampliar el contracte amb els Txuri-urdin el 21 de gener de 2014, fins al 2018. El 4 de desembre va debutar amb el primer equip, entrant com a substitut de David Zurutuza en un empat 0–0 fora de casa contra el Reial Oviedo, a la Copa del Rei.
El 20 d'agost de 2015 Oyarzun fou promocionat definitivament al primer equip, i se li assignà el dorsal número 12.